# 雅普拉河

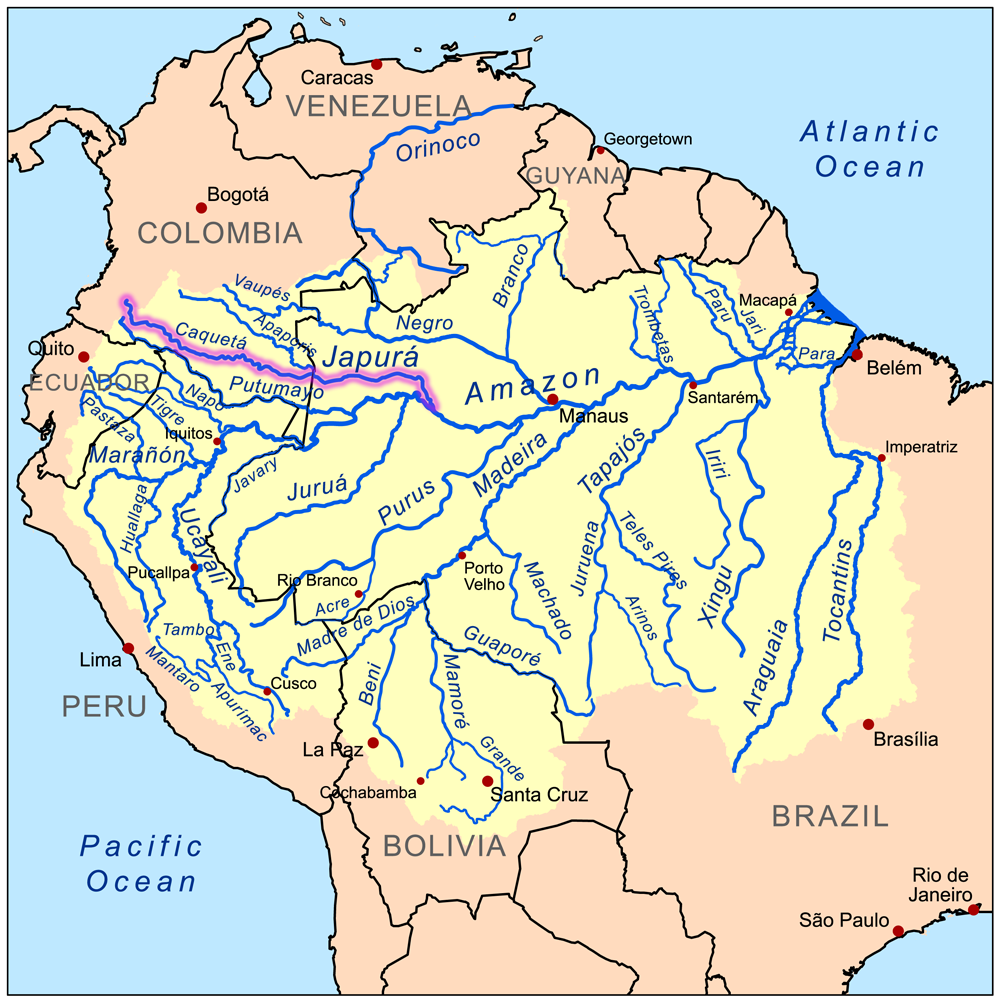
亞馬遜河流域地圖，紫色為雅普拉河

雅普拉河（葡萄牙語：Rio Japurá）是南美洲的河流，河道全長約2,816公里，發源自哥倫比亞西南的安第斯山脈，向東南方向流進巴西，最後注入亞馬遜河。
雅普拉河是不少魚類和爬蟲類動物如鮎魚、電鰻、食人鯧、龜的棲息地，

## 外部連結
- Environmental information of Colombian Amazon region